# Thomas Fonnesbæk
Thomas Fonnesbæk (født 1977 i Helsingør) er en dansk jazzmusiker, som spiller på kontrabas. Fonnesbæk bor i København.

## Liv og virke
Fonnesbæk begyndte at spille kontrabas som 12-årig. I de følgende år blev han undervist af Bo Stief, Jens Melgaard, Niels-Henning Ørsted Pedersen, Mette Hanskov og Ole Kock Hansen.
Han studerede indtil 1998 på Rytmisk Musikkonservatorium; derefter virkede han som selvstændig musiker. 
1998/99 spillede Fonnesbæk desuden i Lyngby-Taarbæk Symfoniorkester.
Siden de sene 1990'ere arbejdede Fonnesbæk ved den skandinaviske jazzscene; første optræden 1999 med Peter Poulsen Sextet (Twelve Blocks Down). 
I de følgende år spillede han bl.a. sammen i bands med Jacob Christoffersen, Kristian Jørgensen, Lars Jansson, Nikolaj Bentzon og Thomas Clausen.
I 2012 indspillede Fonnesbæk sammen med Lars Jansson (Piano) og Paul Svanberg (Trommer) i Sverige sit debutalbum Sound of My Colors, efterfulgt af Where We Belong (2015) med samme besætning.
I 2015 udsendte Fonnesbæk sammen med sangerinden Sinne Eeg duo-albummet Eeg – Fonnesbaek.
I jazzsammenhænge har Fonnesbæk mellem 1999 og 2017 medvirket på 24 indspilninger, udover de nævnte med Alex Riel, Thomas Maintz og Mariane Bitran.
I 2018 indspillede Fonnesbæk dou-albummet Blue Waltz sammen med Enrico Pieranunzi. I 2021 udgav duoen endnu et album The Real You med undertitlen A Bill Evans Tribute. 

## Weblinks
- Portræt
- Fonnesbæks webside
- Thomas Fonnesbæk hos Allmusic (engelsk)

## Galleri
- Duo med Pianisten Justin Kauflin 2017
Foto: Hreinn Gudlaugsson
- Aarhus 2011 
Foto: Hreinn Gudlaugsson